# Adarnase IV.
Adarnase IV. (georgisch ადარნასე IV; * um 870; † 923) war von 888 bis 923 König von Georgien.

## Leben
Adarnase war der Sohn des 881 ermordeten Kuropalaten Davids I. Da er noch minderjährig war, wurde zunächst der Herrscher Taos, Gurgen I. von den Byzantinern als Kuropalat für Kartli-Iberien eingesetzt (881–891). Im Jahre 888 ernannte der Kalif auf der Suche nach Bündnispartnern im Kaukasus Adarnase zum König der Kartweler (Georgier). Um seinen Einfluss im Kaukasus zu bewahren, bestätigte der byzantinische Kaiser Adarnase in dieser Würde. Drei Jahre später gelang es Adarnase, Gurgen im Tal von Artani zu besiegen und damit die Herrschaft über Kartli-Iberien anzutreten. Doch bereits 904 besetzten die Abchasier Kartli unter ihrem König Konstantin III. (899–915). Zehn Jahre darauf verwüsteten die Araber zum letzten Mal das Land. 916 waren wieder die Abchasen Herren des Landes. Adarnase und seinen Nachkommen blieb bis 975 nur noch der formale Königstitel.